# Phare d’entrée atlantique (milieu)
Le phare d’entrée atlantique (milieu) (en anglais : Atlantic Entrance Range Middle Lighthouse) est un phare actif situé en avant des écluses de Gatún, la première des écluses du canal de Panama, dans la province de Colón au Panama. Il est géré par la Panama Canal Authority.

## Histoire
Ce phare a été mis en service en 1914. Il fait face aux navires qui s’approchent des écluses de Gatún, en provenance de l’Atlantique, et en direction du Pacifique.
Ce feu d’alignement fonctionne avec le feu avant monté sur une petite tourelle à claire-voie. Ces deux feux sont à l’est du canal d’origine et à l’ouest des nouvelles écluses. Il est situé à environ 100 m à l’est du canal, près de l’entrée sud des écluses de Gatún.

## Description
Ce phare est une tour cylindrique en béton, avec une galerie et une lanterne de 23 m de haut. La tour est peinte en blanc. Ce feu directionnel émet, à une hauteur focale de 30 m, un feu continu vert visible seulement sur la ligne d’entrée. Sa portée est de 15 milles nautiques (environ 28 km).
Identifiant : ARLHS : PAN-017 - Amirauté : J6094.21 (ex-J6132.1) - NGA : 110-16616 .
|                              |
| Diagramme du canal de Panama |

### Lien connexe
- Liste des phares du Panama